# The SeeYa
The SeeYa (coréen : 더 씨야 ; stylisé "The SEEYA") était un girl group sud-coréen de R&B formé par MBK Entertainment (anciennement Core Contents Media) en 2012. Le groupe est un reboot du girl group SeeYa. Le groupe se composait de Minkyung, Youngjoo, Yoojin et Yeonkyung. Elles ont débuté le 12 novembre 2012 avec l'album single Good To Seeya et sa chanson-titre "Be With You". Elles ont fait leurs débuts sur scène le 15 novembre 2012 lors du M! Countdown. Fin 2015,  MBK Entertainment a retiré leur profil de leur site web et leur séparation a été annoncée.

## Histoire

### 2012–2013: Débuts avecGood To SeeyaetLove U
Leur premier single, "Be With You", est sorti en deux versions. Sur la première figure l'ex membre de Speed Taewoon et l'autre version est exclusivement féminine. Dans l'un des vidéoclips, on retrouve les acteurs Joo Sang-wook et Im Jung-eun, sous la réalisation de Chang (Death Bell). L'album single Good To Seeya est sorti le 12 novembre. The SeeYa a sorti son premier mini album intitulé Love U en décembre.
En juin 2013, Core Contents Media sort le morceau digital "Painkiller". La chanson est une collaboration entre T-ara, The SeeYa, F-ve dolls et Speed.
En juillet 2013, on confirme le fait que Yeonkyung sera à la fois dans The SeeYa et dans F-ve Dolls. Elle fera simultanément la promotion des deux groupes.

### 2014:Tears,Love IsetCrazy Love
The SeeYa a sorti deux albums single en janvier 2014. Leur deuxième album single est sorti le 3 janvier et se nomme Tears, et sa chanson-piste "More & More". Leur troisième album single Love Is est sorti le 21 janvier, avec la chanson-piste "Tell Me".
Fin 2014, The SeeYa sort son quatrième album single appelé Crazy Love avec la chanson-titre "The Song Of Love", qui est une collaboration avec LE d'EXID sortie le 29 décembre.

### 2015:U & Meet séparation
Le 10 février 2015, les artistes de MBK Entertainment (T-ara, SPEED, The SEEYA et Cho Seunghee) participent à un projet de groupe commun nommé « TS » et sortent la chanson Don't Forget Me.
En mars 2015, MBK confirme la séparation de F-ve Dolls et donc que Yeonkyung reviendrait à temps plein avec The SeeYa.
Le 21 avril 2015, The Seeya sort son cinquième single U & ME avec la chanson titre Wedding March.
En novembre 2015,  MBK Entertainment retire le profil du groupe de leur site officiel, annonçant la séparation du groupe.
Le 18 mai 2016, Yoojin fait une apparition dans War of Vocals - God's Voice sur SBS, où elle confirme la séparation de The SeeYa.

## Membres
- Minkyung (민경), née Song Min-kyung (송민경) le 5 janvier 1987 (38 ans) à Séoul, Corée du Sud
- Youngjoo (영주), née Heo Young-joo (허영주) le 21 mars 1992 (32 ans) à Séoul, Corée du Sud
- Yoojin (유진), née Sung Yoo-jin (성유진) le 27 octobre 1992 (32 ans) à Chuncheon, Gangwon, Corée du Sud
- Yeonkyung (연경), née Oh Yeon-kyung (오연경) le 25 août 1994 (30 ans) à Suwon, Gangwon, Corée du Sud

## Discographie

### EPs
- Love U (2012)

### Singles
| Année                                                                                 | Titre              | Meilleure position | Album         |
| Année                                                                                 | Titre              | COR                | Album         |
| ------------------------------------------------------------------------------------- | ------------------ | ------------------ | ------------- |
| 2012                                                                                  | "Be With You"      | 14                 | Good To Seeya |
| 2012                                                                                  | "Poison"           | 28                 | Love U        |
| 2014                                                                                  | "More & More"      | 21                 | Tears         |
| 2014                                                                                  | "Tell Me"          | 25                 | Love Is       |
| 2014                                                                                  | "The Song Of Love" | 66                 | Crazy Love    |
| 2015                                                                                  | "Wedding March"    | 94                 | U & ME        |
| "—" signifie que le morceau ne s'est pas classé ou n'est pas sorti dans cette région. |                    |                    |               |

### Bandes-son et performances solo
| Année | Chanson                    | Album                                                    | Meilleure position | Artiste(s)                                                                    |
| Année | Chanson                    | Album                                                    | COR                | Artiste(s)                                                                    |
| ----- | -------------------------- | -------------------------------------------------------- | ------------------ | ----------------------------------------------------------------------------- |
| 2013  | "I Do I Do"                | Superior Speed - Date de sortie: 13 janvier 2013         | —                  | The SeeYa avec SPEED                                                          |
| 2013  | "Tears"                    | Duble Sidekick Vol .2 - Date de sortie: 23 janvier 2013  | —                  | Yoojin avec Leessang                                                          |
| 2013  | "Painkiller"               | Tears Of Mind - Date de sortie: 10 juin 2013             | —                  | Yoojin avec Soyeon de T-ara, EunKyo de F-ve Dolls, Taewoon & Sungmin de SPEED |
| 2013  | "Tears Up"                 | Tears Up - Date de sortie: 15 novembre 2013              | 30                 | The SeeYa & Gavy NJ                                                           |
| 2014  | "A Strange Road (낯선 길)" | Doctor Stranger OST - Date de sortie: 9 juillet 2014     | —                  | Yoojin                                                                        |
| 2014  | "I'm Getting Married"      | KING O’IRIE - Date de sortie: 17 juillet 2014            | —                  | Yoojin avec Skull                                                             |
| 2014  | "Because Love Hurts"       | Because Love Hurts - Date de sortie: 29 juillet 2014     | —                  | Minkyung avec Taesaebiae                                                      |
| 2014  | "My Love"                  | Miss Me or Diss Me - Date de sortie: 3 novembre 2014     | —                  | Yoojin avec MC Mong                                                           |
| 2015  | "You Who Frozen In Time"   | You Who Frozen In Time - Date de sortie: 16 janvier 2015 | —                  | Minkyung avec Taesabiae                                                       |
| 2015  | "Don't Forget Me"          | White Snow - Date de sortie: 10 février 2015             | —                  | MBK Project (TS): Minkyung                                                    |